# Emil Petzendorfer

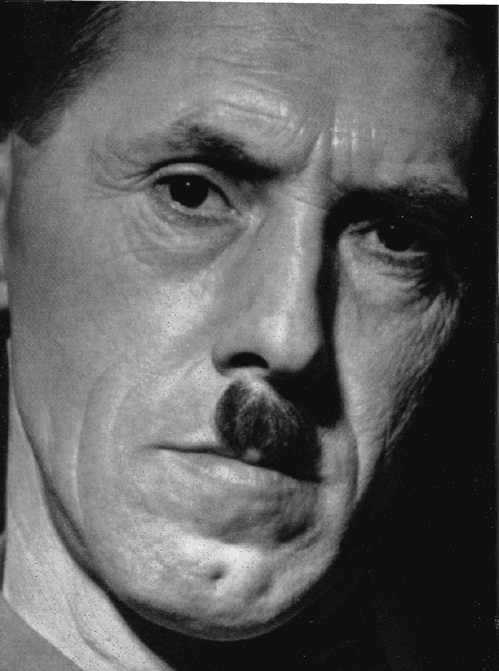
Emil Petzendorfer (1937)

Emil Petzendorfer (* 19. Dezember 1891 in München) war ein deutscher Parteifunktionär und sogenannter „Alter Kämpfer“ der NSDAP.

## Leben
Petzendorfer kehrte aus dem Ersten Weltkrieg als 100%iger Kriegsbeschädigter zurück. Er trat 1920 der NSDAP bei. Außerdem zählte er zu den ersten 50 Mitgliedern der SA. In dieser Funktion beteiligte er sich am Saalschutz bei Parteiveranstaltungen und fungierte bei Aufzügen als Ordner. Dabei wurde er zweimal ernstlich verletzt. Beispielsweise nahm er am 14. und 15. Oktober 1922 am dritten „Deutschen Tag“ in Coburg teil und lieferte sich dort Straßenschlachten mit der KPD. Gleiches wiederholte sich im September 1923 beim Deutschen Tag in Nürnberg. Im November 1923 beteiligte er sich als Kompaniefeldwebel der 1. Kompanie des SA-Regiments München am Hitlerputsch. Für seine Beteiligung an diesem Umsturzversuch wurde er später festgenommen und verurteilt. Er zählte in den Anfangsjahren der NSDAP zum engsten Kreis um Hitler. Der neugegründeten NSDAP trat er zum 1. März 1925 bei (Mitgliedsnummer 31.412). Adolf Hitler übernahm die Patenschaft für seinen Sohn. Petzendorfer arbeitete ab 1929 in der Reichsleitung der NSDAP für die Wirtschaftspolitische Abteilung der NSDAP bei Otto Wagener. Nach der Machtergreifung Hitlers 1933 wechselte er zur Münchner Polizei. 1939 wurde Petzendorfer wegen Verrats von Dienstgeheimnissen an Juden, schwere Beamtenbestechung, Begünstigung u. a. festgenommen und im selben Jahr aus der NSDAP wegen „passiver Bestechung“ (§ 332 StGB) ausgeschlossen. Im Zuge des Parteiausschlusses wurde ihm der Blutorden am 14. September 1942 aberkannt. Petzendorfer stellte am 15. September 1943 und am 25. März 1944 einen Wiederaufnahmeantrag in die Partei; beide Anträge wurden jedoch abgelehnt. Über sein Leben bzw. Verbleib nach dem Ende der nationalsozialistischen Diktatur ist nichts bekannt.

## Auszeichnungen
Mit der Verleihung des Koburger Ehrenzeichens, des Blutordens (Verleihungsnummer 41) und des Goldenen Parteiabzeichens erhielt er drei der vier höchsten Auszeichnungen der NSDAP. Im Zuge seines Parteiausschlusses wurden ihm alle Auszeichnungen wieder aberkannt.